# Alfadle ibne Iáia
Alfadle ibne Iáia Albarmaqui (Al-Fadl ibn Yahya al-Barmaki; fevereiro de 766 - outubro/novembro de 808) foi um membro da distinta família dos barmécidas que reteve altos ofícios no Califado Abássida sob o califa Harune Arraxide (r. 786–809).

## Vida
Alfadle era o filho mais velho de Iáia ibne Calide, o fundador da fortuna da família. Durante o califado de Harune Arraxide, serviu como tutor de seu herdeiro, o futuro califa Alamim (r. 809–813), e manteve posições governamentais sob o Tabaristão e Rei (792–797) e sobre o Coração (794/795–795796). Nestas posições, distinguiu-se "pela benevolência mostrada para os habitantes das províncias orientais" (D. Sourdel). Ele caiu em desgraça com Harune após sua tentativa de conciliação com os álidas e compartilhou da queda abrupta de sua família em 803. Permaneceu preso depois disso e morreu em Raca em 808.